# Giovanni Giannoni
Giovanni Giannoni (* 31. Dezember 1948 in Serravalle (San Marino)) ist ein san-marinesischer Politiker. Er war vom 1. April bis 1. Oktober 2003 gemeinsam mit Pier Marino Menicucci Capitano Reggente (Staatsoberhaupt von San Marino).

## Leben
Giannoni war Mitglied des Partito Socialista Sammarinese (PSS), für den er bei den Parlamentswahl 1998 antrat, jedoch kein Mandat erringen konnte. Bei der Wahl 2001 wurde er auf der Liste des PSS in das san-marinesische Parlament, den Consiglio Grande e Generale gewählt. Der PSS schloss sich 2005 mit dem Partito dei Democratici (PD) zum Partito dei Socialisti e dei Democratici (PSD) zusammen, auf dessen Liste Giannoni bei der Wahl 2006 erneut ins Parlament gewählt wurde. Bei der vorgezogenen Parlamentswahl 2008 trat er erneut für den PSD an, verfehlte jedoch den Einzug ins Parlament. Giannoni schloss sich dem 2009 gegründeten  Partito Socialista Riformista Sammarinese (PSRS) an. Bei der Wahl 2012 kandidierte er nicht, 2016 trat er für den Partito Socialista (PS) an konnte aber kein Mandat erringen.
Giannoni wurde für die Periode vom 1. April 2003 bis 1. Oktober 2003 gemeinsam mit Pier Marino Menicucci zum Capitano Reggente gewählt. 2003 wurde er einer der beiden Sindaci del Governo, 2006 und 2007 wurde er wiedergewählt. 2006 war er Mitglied im Spiele-Untersuchungsausschuss. 2007 gehörte er dem Präsidium der PSD an. Von 2009 bis 2014 war er Mitglied im Verwaltungsrat der Azienda Autonoma di Stato di Produzione (AASP). 2017 gehörte er dem Vorstand des PS an.